# 10 eurocentů

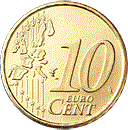
Avers mince 10 Eurocent

Mince 10 centů jsou vyrobeny ze severského zlata. Mají průměr 19,75 mm, sílu 1,93 mm a hmotnost 4,10 g. Hrana mince je profilovaná s jemnými zoubky. Všechny mince mají společnou lícovou stranu a rozdílnou národní rubovou stranu. Mince ražené mezi lety 1999–⁠2006 měly na lícové straně vyobrazeny pouze státy Evropské unie před rozšířením v roce 2004. Nové mince ražené od roku 2007 reagují na rozšíření Evropské unie a zobrazují celou Evropu –⁠ nejenom 15 původních států EU.

## Rubová strana
- Andorra – vstupní brána a zvonice chrámu v Santa Coloma
- Belgie – podobizna krále Belgičanů Filipa a jeho monogram „FP“ umístěný pod korunou
- Estonsko –⁠ mapa Estonska a nápis „Eesti“ (estonsky Estonsko)
- Finsko –⁠ finský heraldický lev převzatý z markky
- Francie –⁠ portrét Simone Veilové
- Chorvatsko - Nikola Tesla s chorvatským šachovnicovým vzorem v pozadí
- Irsko –⁠ tradiční irská harfa
- Itálie –⁠ slavný obraz Zrození Venuše od Sandra Boticelliho
- Kypr –⁠ kyperská loď Kyrenia jako symbol moře
- Litva – Vytis, státní znak Litvy
- Lotyšsko –⁠ velký státní znak Lotyšska
- Lucembursko –⁠ portrét velkovévody Henriho
- Malta –⁠ státní znak Malty
- Monako –⁠ monogram knížete Alberta II.
- Německo –⁠ Braniborská brána jako symbol rozdělení i jednoty
- Nizozemsko – portrét krále Viléma-Alexandra a nápis „Willem-Alexander Koning der Nederlanden“
- Portugalsko –⁠ královská pečeť z roku 1142
- Rakousko –⁠ Stephansdom (Dóm svatého Štěpána) ve Vídni jako příklad gotiky
- Řecko –⁠ portrét Rigase Fereose (1757–1798)
- San Marino –⁠ kostel sv. Františka
- Slovensko –⁠ vyobrazení bratislavského hradu
- Slovinsko –⁠ neuskutečněný návrh slovinské parlamentní budovy s nápisem „Katedrala svobode“ od Jože Plečnika
- Španělsko –⁠ portrét Miguela de Cervantese, otce španělské literatury
- Vatikán –⁠ znak papeže Františka